# Malus hupehensis
Malus hupehensis är en rosväxtart som först beskrevs av Renato Pampanini, och fick sitt nu gällande namn av Alfred Rehder. Malus hupehensis ingår i släktet aplar, och familjen rosväxter. IUCN kategoriserar arten globalt som otillräckligt studerad.

## Underarter
Arten delas in i följande underarter:
- M. h. mengshanensis
- M. h. taiensis

## Bildgalleri

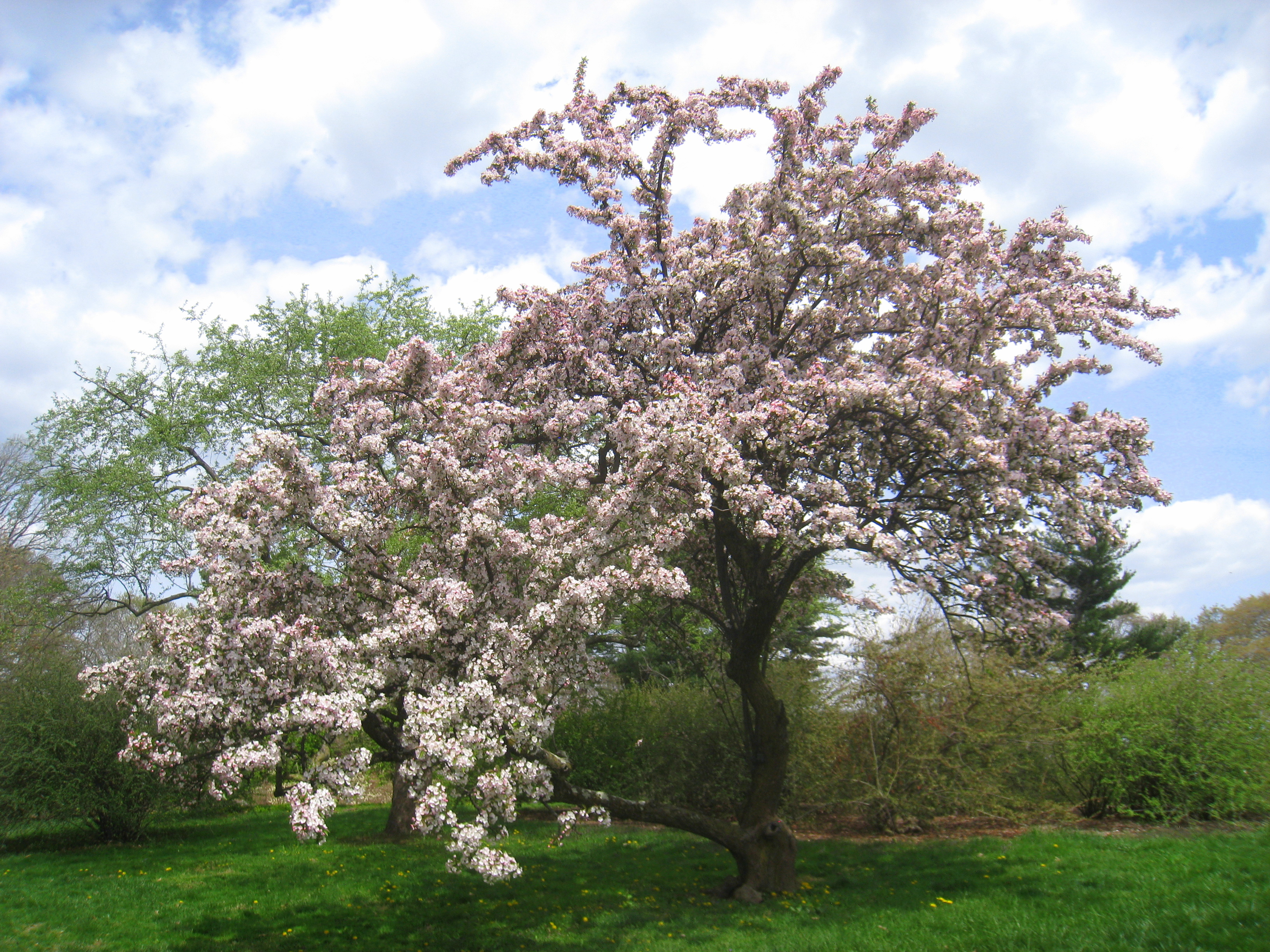
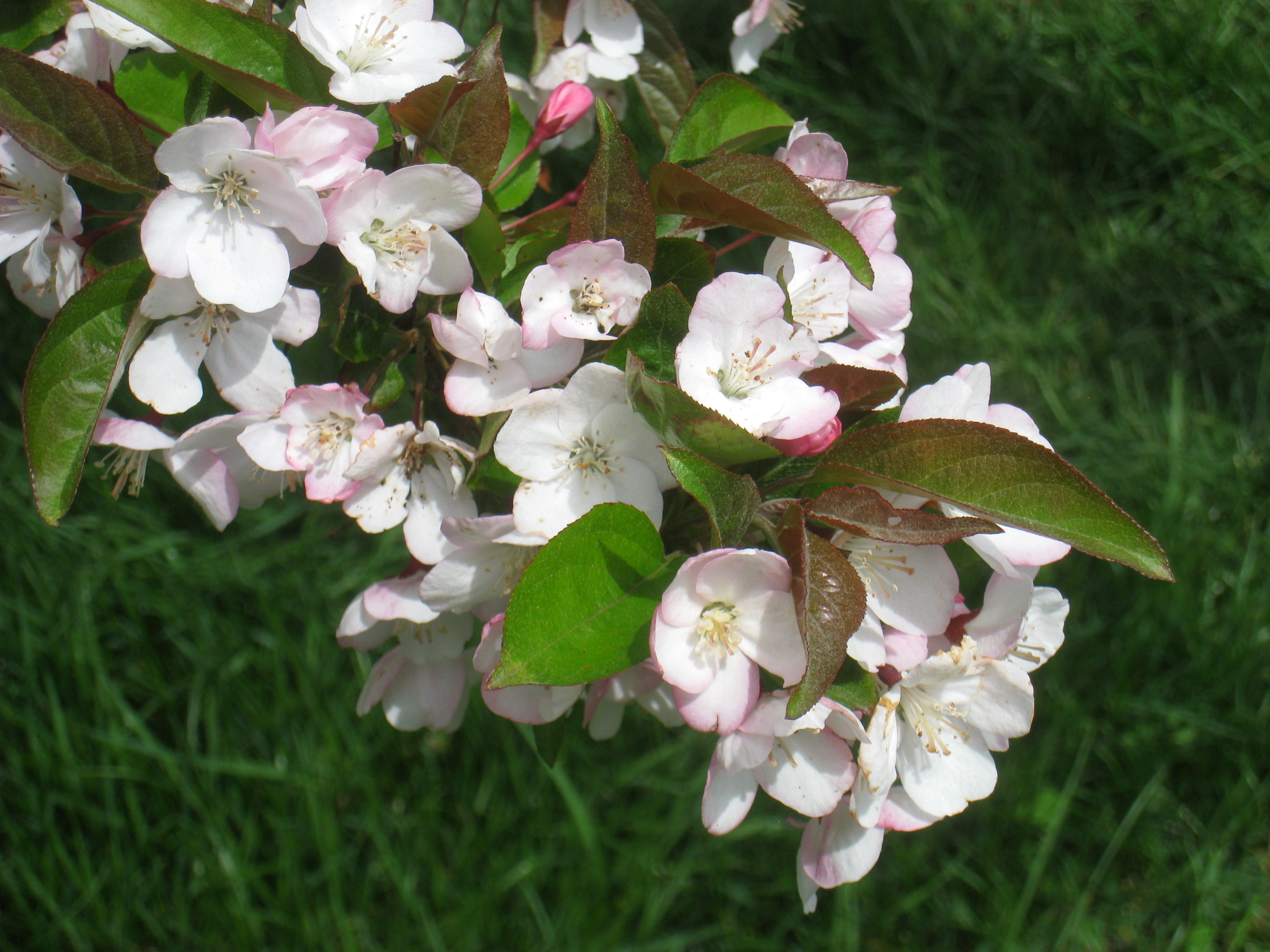
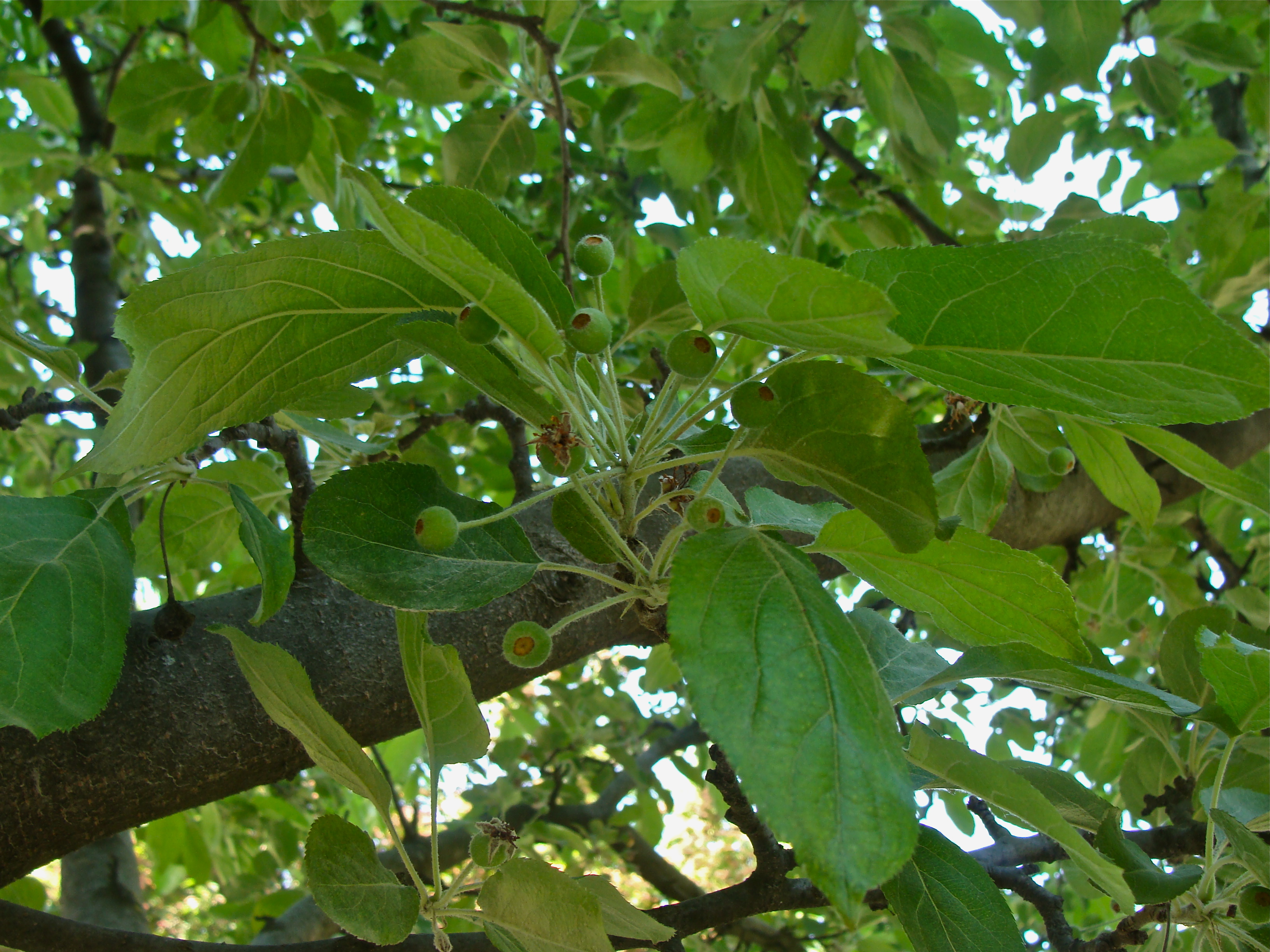
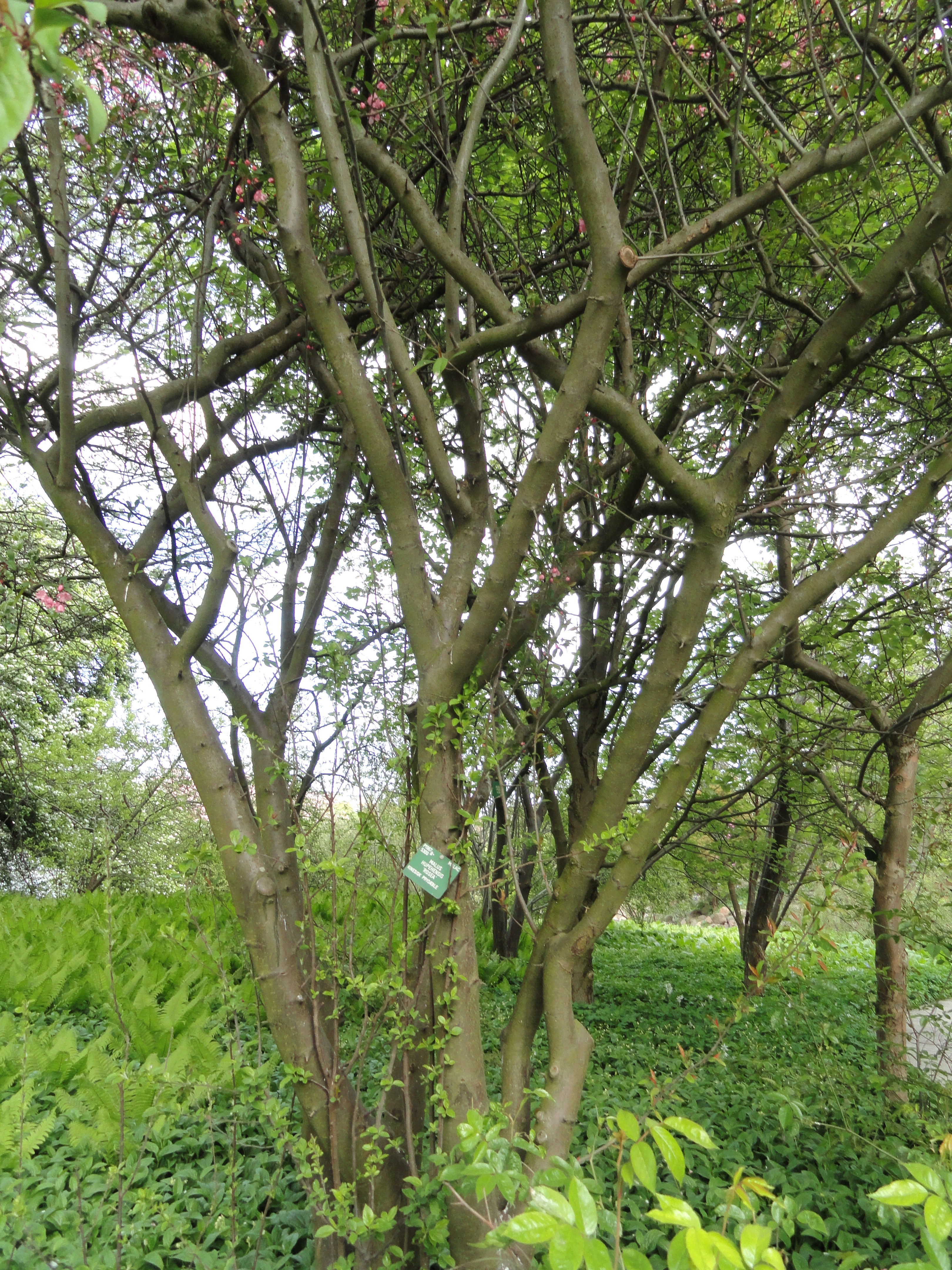
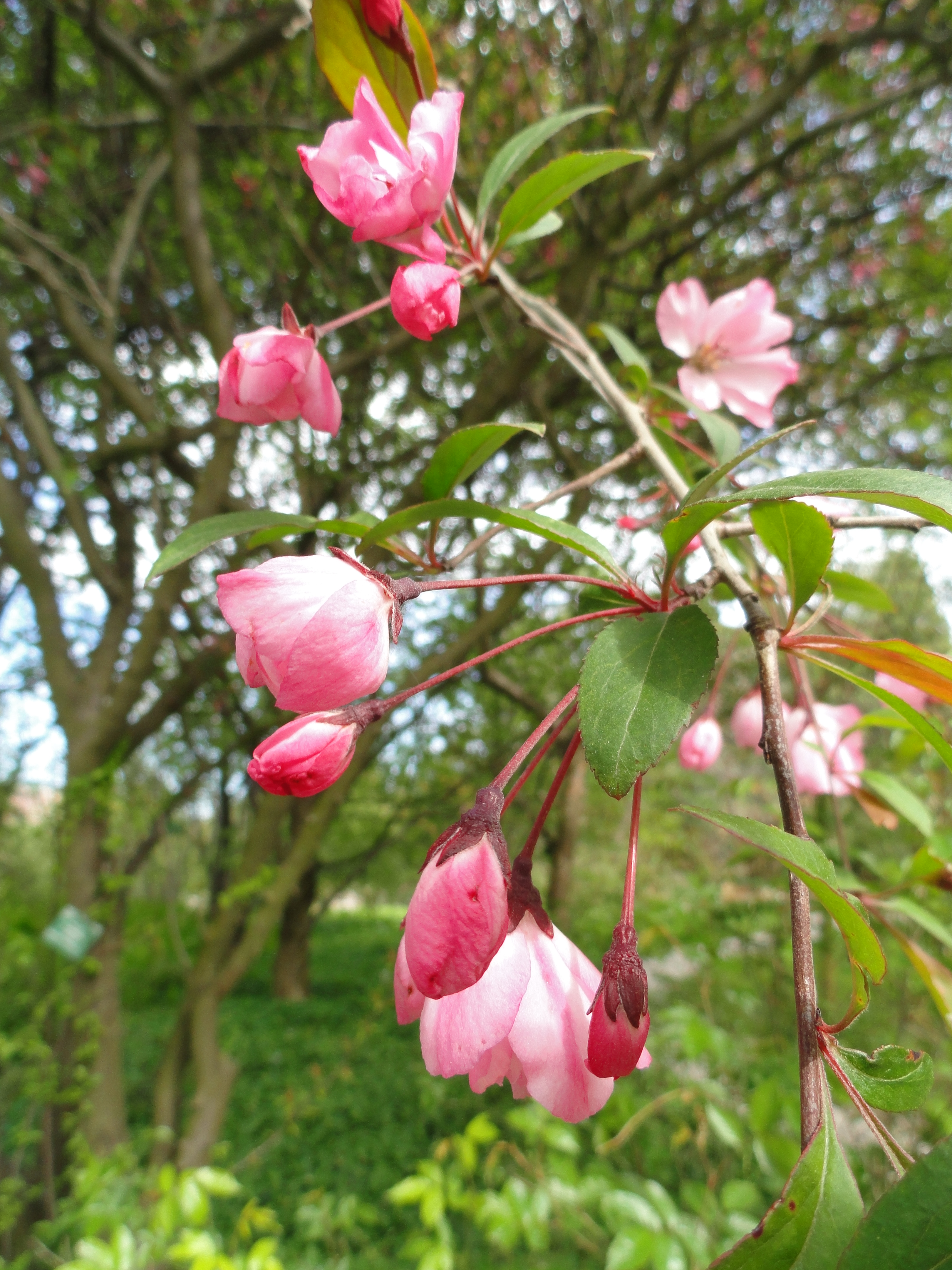
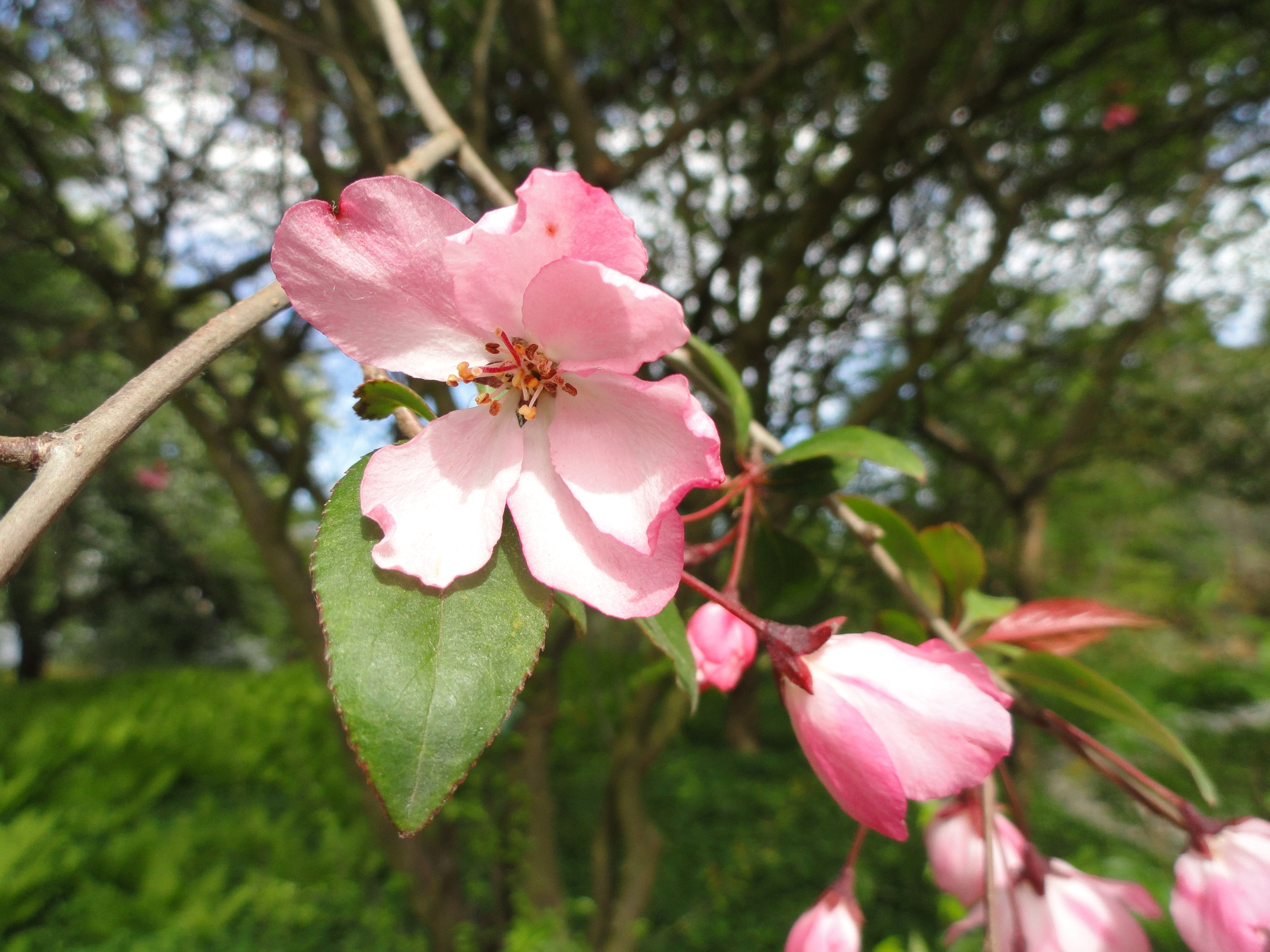